# Сельскохозяйственный техникум им. К. А. Тимирязева
Сельскохозяйственный техникум им. К. А. Тимирязева — средне-специальное учебное заведение в Октябрьском городке, Татищевского района, Саратовской области открыто в 1841 году как Мариинская учебная ферма, преобразовано 1 сентября 1864 года в Мариинское земледельческое училище.  

## История
Во второй четверти XIX века на земли нынешнего Татищевского района Саратовской области были переселены воспитанники московского приюта, которых опекала царица Мария Фёдоровна. В этом приюте находились так называемые «подкидыши», среди них были дети дворян, рождённые их крепостными.
Переселяли подопечных семьями. Создавали эти семья из старших воспитанников. Парней и девушек выстраивали в две шеренги, и мужчина выбирал себе пару. Эта девушка становилась ему невестой и их венчали. Каждой семье давали ещё и малолетних приютских детишек. За казённый счёт строили такой семье дом, в придачу получали неплохое хозяйство: по 4 лошади, 4 коровы, десяток овец и кур, 30 десятин земли. Подопечные освобождались от всех податей и повинностей.
Деревни, куда их направили для проживания, были названы именами членов царской фамилии: Александровка, Константиновка, Михайловка, Марьевка. Николаевский городок, а ныне Октябрьский Городок, являлось центральным поселением, и был назван в честь императора Николая I. Так, в 40 верстах от города Саратова, в 1829 году была создана Мариинская волость.
В 1848 году для обучения жителей Мариинской колонии была основана учебная ферма, а 1 сентября 1864 года эта ферма преобразована в Мариинское земледельческое училище. Курс «мариинки» был пятилетним — 2 года подготовительных классов и 3 года специального обучения. Специальный курс делился на 2 отдела: сельские хозяева (управители хозяйств) и техники по сельскохозяйственной механике. Теоретическое обучение и практические занятия проводились на протяжении целого года, за исключением временных каникул с 15 декабря по 15 января. В земледельческое училище принимались молодые люди всех сословий без различия звания, подданства и вероисповедания. Поступающие в классы подготовки должны были быть не моложе 13 лет, а в специальные — не моложе 14.
Николаевский городок, имея опеку из самого столичного Санкт-Петербурга, быстро рос и развивался. Финансово училище было обеспечено дотациями. К концу XIX века Николаевский городок представлял собою небольшой культурный центр Саратовской губернии.
В конце XIX века Николаевский городок стал центром поволжского крестьянского революционного движения. Мариинское земледельческое училище стало опорным пунктом революционеров. Крестьяне и ученики в октябре 1905 года создали революционный крестьянский комитет, взяли власть в свои руки и осуществили ряд революционно-демократических преобразований. В 1908 году в докладе царю министр юстиции писал, что это «одно из самых выдающихся явлений смуты 1905 года».
Приказом Саратовского Губернского отдела народного образования от 1 сентября 1921 года № 153 Мариинское земледельческое училище было реорганизовано в практический сельскохозяйственный институт, который 1 сентября 1923 года реорганизован в сельскохозяйственный техникум имени К. А. Тимирязева. Именно это название техникума сохранилось до наших дней.
В годы Великой Отечественной войны в зданиях техникума им. К. А. Тимирязева был разбит эвакуационный госпиталь № 3280. Все учебные кабинеты, лаборатории были освобождены и оборудованы под палаты, операционные, процедурные, перевязочные, физиотерапевтические кабинеты. Учащиеся техникума были переселены на квартиры. Учебный же процесс не останавливался и шёл в здании школы, обучение осуществлялось в две смены. Студенты совмещали учёбу с работой в госпитале и на учебных полях техникума. За военные годы техникум выпустил около 400 студентов.

## Современное состояние
В настоящее время сельскохозяйственный техникум имени К. А. Тимирязева продолжает готовить специалистов среднего звена в сельском хозяйстве. Учредителем техникума является министерство образования Саратовской области. 

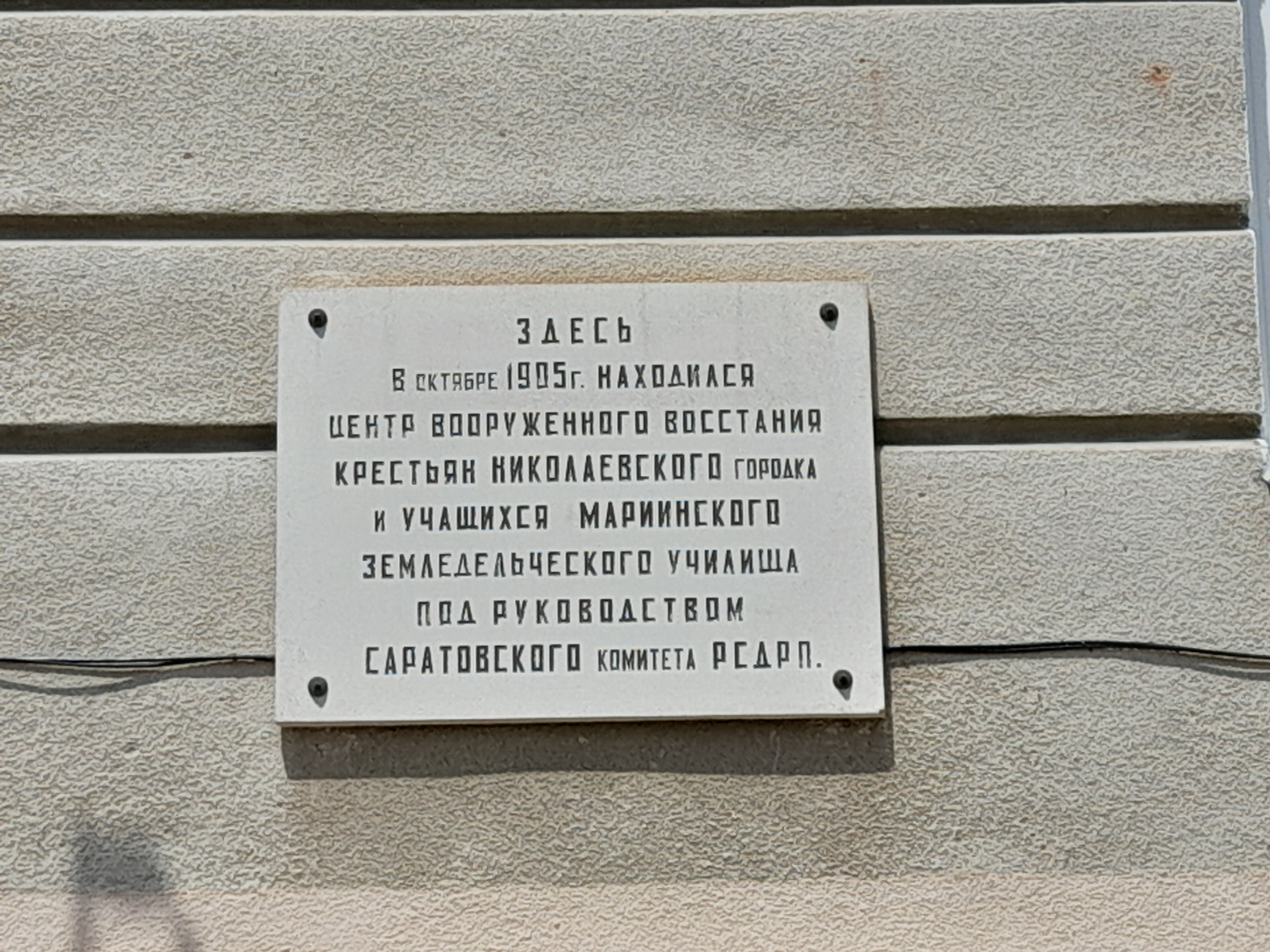
Памятная табличка

Обучение проводится по нескольким специальностям:
- монтаж и эксплуатация линий электропередачи;
- механизация сельского хозяйства;
- техническое обслуживание и ремонт автомобильного транспорта;
- экономика и бухгалтерский учёт.

## Известные выпускники
- Иван Павлович Бардин — выпускник Мариинского земледельческого училища, советский металлург, вице-президент Академии наук СССР;
- Николай Максимович Тулайков — российский учёный — агроном и почвовед, академик АН СССР.